# Нет связи
«Нет связи» (англ. No Connection) — научно-фантастический рассказ американского писателя Айзека Азимова о далёком будущем, когда происходит первый контакт двух живущих на Земле видов разумных существ, произошедших от разных видов животных. Впервые опубликован в июньском номере журнала Astounding Science Fiction за 1948 год и переиздан в сборнике 1972 года «Ранний Азимов».

## Создание
Написанное в мае 1947 года, произведение стало первым рассказом Азимова, не связанным с циклом «Основание» и «Робот», за более чем два года. В том же месяце Джон Кэмпбелл из Astounding Science Fiction купил права на рассказ.
Входит в антологию «The Best Science Fiction Stories: 1949» 1949 года и сборник «Ранний Азимов» 1972 года.

## Сюжет
В далёком будущем на Американских континентах проживают разумные существа, отличающиеся от людей и называемые гурроу (Gurrow sapiens). Крупные, весом ближе к четверти тонны, они имеют развитый волосяной покров в детстве, но лишаются его по мере взросления. Они мирно существуют общинными группами, торгуя друг с другом и делясь общей собственностью и обязанностями. Их наука продвинулась до уровня примерно начала XX века. Общественный строй описывается следующим образом: «все работы в группе Гурроу… разделены на два класса: добровольные работы и недобровольные, или общественные работы. Если Гурроу получает удовольствие от прокладки полезных каналов, его горб следовало уважать, а выполняемую им работу почитать. Если никто не получает удовольствия от таких земляных работ, но производить их необходимо для удобства, такие работы становятся общественными, выполняемыми по жребию или поочередно». Управление группой считается не более чем одним из видов работ, и администраторы не имеют каких-либо социальных или имущественных преференций.
Археолог Раф узнает о прибытии на восточное побережье континента неизвестных раннее разумных существ, напоминающих «первобытных» приматов, останки которых сохранились на Американских континентах. Долгие годы Раф пытался доказать другим учёным, что эти приматы были разумными существами с развитой культурой. Археолог отправляется на побережье, чтобы подтвердить свою теорию. Там от местного администратора он узнаёт подробности. Пришельцы, называемые иика, при встрече убили четырёх гурроу, приняв их за опасных животных. Они использовали огнестрельное оружие, неизвестное гурроу. Из диалога становится понятно, что гурроу являются разумными потомками медведей: «Они называли нас гигантскими медведями… Не имею ни малейшего понятия, кто это, но, судя по всему, похожи на нас». Из того же диалога следует, что прибывшие разумные приматы — потомки шимпанзе.
«Иика… являются стадными и одновременно несоциальными существами, в то время как мы, Гурроу, являемся социальными, но не стадными». Иика живут в крупных густонаселённых городах, их наука более развита, они более агрессивны, чем гурроу, подчиняются централизованной власти и ведут между собой войны: «организованными группами убивают друг друга по совершенно непонятным для нас причинам». «— Вы считаете, что их безумие не может оказать воздействия на нас? — Нас разделяют шесть тысяч миль океанской поверхности, — сказал Раф. — У нас свой мир. У них — свой. Между нами нет связи. — Нет связи, — повторил Дернин. — Так говорили и другие. Нет никакой связи. Тем не менее Иика добрались до нас, а за ними могут последовать другие». Прибывшие оказываются политическими беженцами от своей деспотической власти.
Раф узнаёт, что «наш мир и их в далёком прошлом находились совсем рядом… в их мире существует хорошо известная научная теория о горизонтальном перемещении континентов». Спустя время Раф в составе группы исследователей выясняет, что места скопления останков примитивных приматов в прошлом подверглись мощному радиационному воздействию. Археолог не догадывается, что изучаемые им приматы — это люди, а скопления их останков в регионах с аномальной радиоактивностью в прошлом — человеческие города, в далёком прошлом погибшие в ходе ядерной войны.
Тем временем разведчики гурроу возвращаются из земель разумных приматов с известием, что иика, которые ведут нерациональную экономику и города которых перенаселены, рассматривают обнаруженные Американские континенты как страну новых возможностей, а гурроу они считают лишь животными, не имеющими права на свою землю: «Им нужны новые земли, и наш континент они рассматривают только как новые необитаемые земли. — Не необитаемые, — мягким тоном поправил его Раф. — Для них необитаемые».
Выясняется, что иика обладают бронетехникой, авиацией и в последнее время разработали ядерное оружие. Мирные гурроу, немногочисленные, не имеющие оружия и не предпринимающие никаких действий, даже узнав об опасности, не могут быть для них соперниками.

## Переводы
- Перевод на немецкий язык: Вальтер Брумм (Keine Verbindung); 1991 год — 1 изд.[2]
- Перевод на русский язык: Николай Берденников («Нет связи»); 2010 год — 1 изд. Первая публикация на русском языке в авторском сборнике «Путь марсиан», издательство «Эксмо», «Домино», 2010 год[2].